# Волковысский район
Волковы́сский райо́н (бел. Ваўкавыскі раён) — административная единица на юго-западе Гродненской области Республики Беларусь. Административный центр — город Волковыск.
Численность населения — 62 960 человек (на 1 января 2025 года).

## Административное устройство
В состав района входят городские посёлки Красносельский и Россь, а также 191 сельский населённый пункт.
В районе 10 сельсоветов:
- Верейковский
- Волковысский
- Волповский
- Гнезновский
- Изабелинский
- Красносельский
- Подоросский
- Росский
- Субочский
- Шиловичский

Упразднённые сельсоветы:
- Реплевский

## География
Волковысский район граничит с Берестовицким, Свислочским, Мостовским, Зельвенским районами Гродненской области и Пружанским районом Брестской области. В районе расположен 191 населенный пункт: 188 деревень, 2 посёлка городского типа и город Волковыск.
Площадь составляет 1 192 км² (14-е место среди районов). Район расположен в пределах Волковысской возвышенности. Преобладают высоты 140—200 м. Самая высокая точка — 235,4 м (к востоку от города Волковыск).
Основные реки — Россь (бассейн Немана), Волпянка, Нетупа, Хоружевка, Волковыя.

## История
Район образован 15 января 1940 года. В 1940—1944 годах район входил в состав Белостокской области, 20 сентября 1944 года вошёл в состав Гродненской области.
17 апреля 1962 года к району присоединены 6 сельсоветов упразднённого Зельвенского района (вскоре один из них, Каролинский, передан Слонимскому району). 25 декабря 1962 года к району были присоединены 2 сельсовета упразднённого Ружанского района Брестской области, а также 9 сельсоветов упразднённого Мостовского района и 1 сельсовет Свислочского района. 6 января 1965 года повторно образован Мостовский район, которому переданы город Мосты, городской посёлок Зельва и 11 сельсоветов. 30 июля 1966 года при повторном образовании Зельвенского района ему передано 5 сельсоветов.
1 декабря 1998 года Волковысский район и город Волковыск объединены в одну административно-территориальную единицу – Волковысский район с административным центром город Волковыск.

## Геральдика
Новые герб и флаг утверждены решением Волковысского районного исполнительного комитета от 12 апреля 2001 года № 225. Зарегистрированы в Гербовом матрикуле Республики Беларусь 13 апреля 2001 года № 58.

## Демография
Численность населения — 62 960 человек (на 1 января 2025 года), в том числе городское — 50 974 человек (Волковыск — 41 020 человек, Красносельский — 5 635 человек, Россь — 4 319 человек), сельское — 11 986 человек.
Население района составляет 64 996 человек, в том числе городское — 52 251 человек (на 1 января 2023 года).
Городское население составляет 75,68 % (на конец 2010 года). Средняя плотность — 69 человек на 1 км². Основное население белорусы (63,35 %), живут также поляки (24,96 %), русские (8,71 %), украинцы (1,6 %) и др. (1,38 %).
| Численность населения (по годам) | Численность населения (по годам) | Численность населения (по годам) | Численность населения (по годам) | Численность населения (по годам) | Численность населения (по годам) | Численность населения (по годам) | Численность населения (по годам) | Численность населения (по годам) | Численность населения (по годам) |
| 1996                             | 2001                             | 2002                             | 2003                             | 2004                             | 2005                             | 2006                             | 2007                             | 2008                             | 2009                             |
| -------------------------------- | -------------------------------- | -------------------------------- | -------------------------------- | -------------------------------- | -------------------------------- | -------------------------------- | -------------------------------- | -------------------------------- | -------------------------------- |
| 82 100                           | ▲83 717                          | ▼83 041                          | ▼82 132                          | ▼81 067                          | ▼80 067                          | ▼78 912                          | ▼77 693                          | ▼76 625                          | ▼75 806                          |
| 2010                             | 2011                             | 2012                             | 2013                             | 2014                             | 2015                             | 2016                             | 2017                             | 2018                             | 2019                             |
| ▼74 962                          | ▼73 990                          | ▼72 975                          | ▼72 419                          | ▼71 817                          | ▼71 271                          | ▼70 737                          | ▼70 371                          | ▼69 720                          | ▼69 105                          |
| 2020                             | 2021                             | 2022                             | 2023                             | 2024                             | 2025                             |                                  |                                  |                                  |                                  |
|                                  |                                  |                                  | ▼64 996                          |                                  | ▼62 960                          |                                  |                                  |                                  |                                  |

| Национальный состав по переписи населения 2009 года | Национальный состав по переписи населения 2009 года | Национальный состав по переписи населения 2009 года |
| Народ                                               | Численность                                         | %                                                   |
| --------------------------------------------------- | --------------------------------------------------- | --------------------------------------------------- |
| Белорусы                                            | 47 721                                              | 63,35%                                              |
| Поляки                                              | 18 801                                              | 24,96%                                              |
| Русские                                             | 6562                                                | 8,71%                                               |
| Украинцы                                            | 1203                                                | 1,6%                                                |
| Татары                                              | 56                                                  | 0,07%                                               |
| Армяне                                              | 49                                                  | 0,07%                                               |
| Литовцы                                             | 35                                                  | 0,05%                                               |
| Цыгане                                              | 28                                                  | 0,04%                                               |
| Немцы                                               | 25                                                  | 0,03%                                               |
| Азербайджанцы                                       | 24                                                  | 0,03%                                               |
| Грузины                                             | 24                                                  | 0,03%                                               |
| Молдаване                                           | 24                                                  | 0,03%                                               |
| Евреи                                               | 15                                                  | 0,02%                                               |
| Латыши                                              | 14                                                  | 0,02%                                               |
| Узбеки                                              | 12                                                  | 0,02%                                               |
| Чуваши                                              | 10                                                  | 0,01%                                               |

## Экономика
Среднемесячная номинальная начисленная заработная плата (до вычета подоходного налога и некоторых отчислений) в 2017 году в районе составила 670,1 рублей (около 335 долларов). Район занял 6-е место в Гродненской области по уровню зарплаты (средняя зарплата по области — 703,2 руб.) и 49-е место в стране.

### Сельское хозяйство
Под сельскохозяйственными угодьями 62 % территории. Основные отрасли сельского хозяйства: мясо-молочное скотоводство, свиноводство, птицеводство, выращивание сахарной свёклы, зерновых и кормовых культур, картофеля, овощей.
Крупнейшие сельскохозяйственные организации района:
- КСУП «Племзавод «Россь»
- КСУП «Гнезно»
- КСУП «Заря и К»
- ГСУП «Подороск»
- РСКУП «Волковысское»
- КСУП «Неверовичи»
- КСУП «Матвеевцы»

Общая посевная площадь сельскохозяйственных культур в сельскохозяйственных организациях (без учёта фермерских и личных хозяйств населения) в 2017 году составила 55 831 га (558 км²). В 2017 году под зерновые и зернобобовые культуры было засеяно 25 175 га (3-е место в области), под сахарную свеклу — 1952 га, под кормовые культуры — 23 560 га (2-е место в области). Бонитет почв оценивается в 38,7 балла в целом, в том числе пашни — в 40,5 баллов.
Валовой сбор зерновых и зернобобовых культур в сельскохозяйственных организациях составил 110,5 тыс. т в 2015 году, 80 тыс. т в 2016 году, 103,2 тыс. т в 2017 году. По валовому сбору зерновых в 2017 году район занял 6-е место в Гродненской области. Средняя урожайность зерновых в 2017 году составила 41 ц/га (средняя по Гродненской области — 39,7 ц/га, по Республике Беларусь — 33,3 ц/га). По этому показателю район занимал 6-е место в Гродненской области. Валовой сбор свеклы сахарной в сельскохозяйственных организациях составил 88,6 тыс. т в 2016 году, 84,2 тыс. т в 2017 году. По валовому сбору сахарной свеклы в 2017 году район занял 7-е место в Гродненской области. Средняя урожайность сахарной свеклы в 2017 году составила 431 ц/га (средняя по Гродненской области — 533 ц/га, по Республике Беларусь — 499 ц/га); по этому показателю район занял 13-е место в Гродненской области.
На 1 января 2018 года в сельскохозяйственных организациях района (без учёта фермерских и личных хозяйств населения) содержалось 49 тыс. голов крупного рогатого скота, в том числе 15 тыс. коров, а также 54,1 тыс. свиней и 59,1 тыс. птицы. По поголовью крупного рогатого скота и свиней район занимает 4-е место в Гродненской области, по поголовью птицы — 8-е.
В 2017 году предприятия района произвели 16,3 тыс. т мяса (в живом весе) и 80 тыс. т молока. По производству мяса район занимает 3-е место в Гродненской области, по производству молока — 4-е. Средний удой молока с коровы — 5379 кг (средний показатель по Гродненской области — 5325 кг, по Республике Беларусь — 4989 кг). По этому показателю район занимает 7-е место в области. Всего в районе действуют 33 молочно-товарные фермы. В районе действуют два крупных свиноводческих комплекса — отделение «Шиловичи» филиала «Мостовский кумпячок» ОАО «Агрокомбинат «Скидельский» (36 тысяч голов свиней в год) и РСКУП «Волковысское» (24 тысячи голов).

### Промышленность
На территории района функционируют 15 промышленных организаций. В 2009 году ими произведено промышленной продукции на 1084,9 млрд руб.
Наиболее развита пищевая промышленность - 63% от общего объёма промышленного производства района. Крупнейшие предприятия — ОАО «Беллакт» (производитель сухого детского питания и молочной продукции) и ОАО «Волковысский мясокомбинат» (субпродукты, колбасные изделия, пельмени и мясные полуфабрикаты).
Единственный производитель цемента и строительных материалов в районе — ОАО «Красносельскстройматериалы» — обеспечивает 30% от общего объёма промышленного производства района. Предприятие производит почти половину цемента в Республике Беларусь и около половины некоторых видов стройматериалов.
Машиностроение представлено ОАО «Волковысский машиностроительный завод» (производитель смесителей литейных чашечных и смесителей абразивных масс, строительного, кузнечно-прессового, сельскохозяйственного и бытового оборудования) и ОАО «ВолМет» (производитель замочных изделий).
ГП «Одиннадцать» занимается производством мебели, дверных и оконных блоков, спецодежды и другой продукции.

## Транспорт
Через район проходят железнодорожные линии на Барановичи, Слоним, Гродно, Мосты, Свислочь, Большую Берестовицу. По территории района проходят автодороги — Гродно — Брест, Гродно — Минск и Барановичи — Пограничный.

## Здравоохранение
В 2017 году в учреждениях Министерства здравоохранения Республики Беларусь в районе работало 262 практикующих врача и 727 средних медицинских работников. В пересчёте на 10 тысяч человек численность врачей — 37,6, численность средних медицинских работников — 104,3 (средние значения по Гродненской области — 48,6 и 126,9 на 10 тысяч человек соответственно, по Республике Беларусь — 40,5 и 121,3 на 10 тысяч человек). По численности врачей в пересчёте на 10 тысяч человек район делит 5-6 места в Гродненской области с Берестовицким районом. Число больничных коек в учреждениях здравоохранения района — 447 (в пересчёте на 10 тысяч человек — 64,1; средние показатели по Гродненской области — 81,5, по Республике Беларусь — 80,2). По обеспеченности населения больничными койками район занимает предпоследнее место в области, опережая только Сморгонский район.

## Образование
В 2017 году в районе насчитывалось 26 учреждений дошкольного образования (включая комплексы «детский сад — школа») с 3,2 тыс. детей. В 2017/2018 учебном году в районе действовало 23 учреждения общего среднего образования, в которых обучалось 7,7 тыс. учеников. Учебный процесс осуществляли 987 учителей. В среднем на одного учителя приходилось 7,8 учеников (среднее значение по Гродненской области — 7,9, по Республике Беларусь — 8,7).

## Культура
- Военно-исторический музей имени П. И. Багратиона в Волковыск. Численность музейных предметов 38,2 тыс. единиц (4-е место в Гродненской области). В 2016 году музей посетили 16,8 тыс. человек (по этому показателю музей занимает 7-е место в Гродненской области)[31].
- Музей белорусского народного творчества в Волковыск.
- Музейная комната ГУК «Волковысский районный центр ремёсел» в Волковыск.
- Музей народного быта «Матчына хатка» филиала «Дом культуры аг. Юбилейный» ГУК «Волковысский районный Центр культуры и народного творчества» в аг. Юбилейный.
- Музей народного быта Росского отделения ГУК «Волковысский районный центр ремёсел» (2000) в г. п. Россь.
- Музейная экспозиция «Ізабелін кулінарны» филиала «Изабелинский Дом культуры» ГУК «Волковысский районный Центр культуры и народного творчества» в д. Изабелин.
- Экспозиция «Сваякі – з песняй па жыцці» филиала «Дом культуры аг. Юбилейный» ГУК «Волковысский районный Центр культуры и народного творчества» в аг. Юбилейный.

## Достопримечательности
- Археологический комплекс около городского посёлка Красносельский
- Археологические городища «Муравельник» и «Шведская гора» на юго-восточной окраине города
- Католический храм Св. Вацлава (1848) в Волковыск
- Православная церковь Св. Николая (1874) в Волковыск
- Костёл Св. Станислава Костки в Волковыск
- Храм Святого великомученика Георгия Победоносца в Красносельский
- Католический храм Св. Михаила (1524) в Гнезно
- Католический храм Св. Иоанна Крестителя в Мстибово
- Усадьба Тарасовичей (XIX век) в ГнезноУсадьба Тарасовичей (XIX век) в Гнезно
- Крестовоздвиженская церковь (1871 г.) в Личицы
- Католический храм Святой Троицы в Шиловичи
- Католический храм Св. Ионна Крестителя (1773) в Волпа
- Костёл Святых Петра и Павла (1778) и Церковь Святого Михаила Архангела (конец XVIII века) в Изабелин
- Католический храм Св. Троицы и Свято-Троицкая церковь в Россь
- Усадьба Потоцких (XVIII—XIX вв.) в Россь
- Усадьба Сегеней (XIX в.) в Краски
- Католический храм Девы Марии (1830-е гг.) в Верейки
- Православная церковь Параскевы Пятницы (1872 г.) в Седельники
- Свято-Троицкая церковь и Католический храм Св. Эльжбеты в Подороск
- Усадьба Чечотов-Бохвицев (XIX в.) в Подороск
- Усадьба Олендских (XIX в.) в Мочулино
- Католический храм Девы Марии в Репля
- Часовня-усыпальница (XIX в.) в Репля
- Мемориальный комплекс «Шауличи», около д. Звёздная Кремяницкого сельсовета Зельвенского района[32]. Мемориал возведён на месте сожженной фашистами деревни Шауличи в Волковысском районе.
- Самый древний череп с территории Беларуси, у которого было восстановлено лицо, принадлежал представителю культуры шнуровой керамики мужчине 30—40 лет, жившему во II тыс. до н. э. и найденному в кремнедобывающей шахте эпохи бронзы в пос. Красное Село (Красносельский) Волковысского района Гродненской области.